# Giải đua xe Công thức 1 2018
Giải đua xe Công thức 1 2018 là mùa giải thứ 69 của Công thức 1 do Liên đoàn Ô tô Quốc tế (FIA) tổ chức. Giải đua này diễn ra trong vòng 21 chặng đua, bắt đầu ở Úc vào ngày 25 tháng 3 và kết thúc ở Abu Dhabi vào ngày 25 tháng 11.
Đây là mùa giải thứ hai liên tiếp mà cuộc tranh giành chức vô địch giữa Mercedes và Ferrari diễn ra cùng với cuộc tranh đấu giữa hai nhà vô địch bốn lần, Lewis Hamilton và Sebastian Vettel. Thêm vào đó, mùa giải này cũng là mùa giải đầu tiên trong lịch sử Công thức 1 trong đó hai nhà vô địch bốn lần tranh giành chức vô địch thứ năm của họ và mùa giải.
Hamilton giành được chức vô địch hạng mục tay đua lần thứ năm trong sự nghiệp của anh tại giải đua ô tô Công thức 1 Mexico 2018. Tại chặng đua tiếp theo ở Brasil, Mercedes giành được chức vô địch hạng mục đội đua lần thứ năm liên tiếp.
Cũng vào mùa giải này, thiết bị bảo vệ buồng lái với tên gọi là "halo" chính thức ra đời.

## Các tay đua và đội đua
Các đội và tay đua sau đây đều tham gia giải đua xe Công thức 1 2018 và tất cả các đội thi đấu đều sử dụng lốp xe do Pirelli cung cấp. Các đội đua sau đây được sắp xếp theo thứ tự của bảng xếp hạng các đội đua vào năm 2017.
| Đội đua                          | Xe đua                        | Động cơ                       | Hãng lốp | Số xe | Tay đua           | Số chặng đua đã tham gia | Tay đua dự bị/lái thử               |
| -------------------------------- | ----------------------------- | ----------------------------- | -------- | ----- | ----------------- | ------------------------ | ----------------------------------- |
| Mercedes-AMG Petronas Motorsport | Mercedes-AMG F1 W09 EQ Power+ | Mercedes-AMG F1 M09 EQ Power+ | P        | 44    | Lewis Hamilton    | Tất cả                   | Pascal Wehrlein                     |
| Mercedes-AMG Petronas Motorsport | Mercedes-AMG F1 W09 EQ Power+ | Mercedes-AMG F1 M09 EQ Power+ | P        | 77    | Valtteri Bottas   | Tất cả                   | Pascal Wehrlein                     |
| Scuderia Ferrari                 | Ferrari SF71H                 | Ferrari 062 EVO               | P        | 5     | Sebastian Vettel  | Tất cả                   | Daniil Kvyat                        |
| Scuderia Ferrari                 | Ferrari SF71H                 | Ferrari 062 EVO               | P        | 7     | Kimi Räikkönen    | Tất cả                   | Daniil Kvyat                        |
| Aston Martin Red Bull Racing     | Red Bull Racing RB14          | TAG Heuer (Renault R.E.18)    | P        | 3     | Daniel Ricciardo  | Tất cả                   | Sébastien Buemi                     |
| Aston Martin Red Bull Racing     | Red Bull Racing RB14          | TAG Heuer (Renault R.E.18)    | P        | 33    | Max Verstappen    | Tất cả                   | Sébastien Buemi                     |
| Sahara Force India F1 Team       | Force India VJM11             | Mercedes-AMG F1 M09 EQ Power+ | P        | 11    | Sergio Pérez      | Tất cả                   | Nicholas Latifi Nikita Mazepin      |
| Sahara Force India F1 Team       | Force India VJM11             | Mercedes-AMG F1 M09 EQ Power+ | P        | 31    | Esteban Ocon      | Tất cả                   | Nicholas Latifi Nikita Mazepin      |
| Williams Martini Racing          | Williams FW41                 | Mercedes-AMG F1 M09 EQ Power+ | P        | 18    | Lance Stroll      | Tất cả                   | Robert Kubica Oliver Rowland        |
| Williams Martini Racing          | Williams FW41                 | Mercedes-AMG F1 M09 EQ Power+ | P        | 35    | Sergey Sirotkin   | Tất cả                   | Robert Kubica Oliver Rowland        |
| Renault Sport F1 Team            | Renault R.S.18                | Renault R.E.18                | P        | 27    | Nico Hülkenberg   | Tất cả                   | Jack Aitken Artyom Markelov         |
| Renault Sport F1 Team            | Renault R.S.18                | Renault R.E.18                | P        | 55    | Carlos Sainz Jr.  | Tất cả                   | Jack Aitken Artyom Markelov         |
| Red Bull Toro Rosso Honda        | Scuderia Toro Rosso STR13     | Honda RA618H                  | P        | 10    | Pierre Gasly      | Tất cả                   |                                     |
| Red Bull Toro Rosso Honda        | Scuderia Toro Rosso STR13     | Honda RA618H                  | P        | 28    | Brendon Hartley   | Tất cả                   |                                     |
| Haas F1 Team                     | Haas VF-18                    | Ferrari 062 EVO               | P        | 8     | Romain Grosjean   | Tất cả                   |                                     |
| Haas F1 Team                     | Haas VF-18                    | Ferrari 062 EVO               | P        | 20    | Kevin Magnussen   | Tất cả                   |                                     |
| McLaren F1 Team                  | McLaren MCL33                 | Renault R.E.18                | P        | 2     | Stoffel Vandoorne | Tất cả                   | Lando Norris Rudy van Buren         |
| McLaren F1 Team                  | McLaren MCL33                 | Renault R.E.18                | P        | 14    | Fernando Alonso   | Tất cả                   | Lando Norris Rudy van Buren         |
| Alfa Romeo Sauber F1 Team        | Sauber C37                    | Ferrari 062 EVO               | P        | 9     | Marcus Ericsson   | Tất cả                   | Tatiana Calderón Antonio Giovinazzi |
| Alfa Romeo Sauber F1 Team        | Sauber C37                    | Ferrari 062 EVO               | P        | 16    | Charles Leclerc   | Tất cả                   | Tatiana Calderón Antonio Giovinazzi |
| Racing Point Force India F1 Team | Force India VJM11             | Mercedes-AMG F1 M09 EQ Power+ | P        | 11    | Sergio Pérez      | Tất cả                   |                                     |
| Racing Point Force India F1 Team | Force India VJM11             | Mercedes-AMG F1 M09 EQ Power+ | P        | 31    | Esteban Ocon      | Tất cả                   |                                     |

### Thay đổi tay đua
- Toro Rosso ký hợp đồng với nhà vô địch giải đua xe GP2 2016 Pierre Gasly và nhà vô địch giải đua xe đường trường thế giới hai lần Brendon Hartley và cả hai chính thức trở thành tay đua chính của đội vào năm 2018.[15] Cả Gasly và Hartley đều bắt đầu sự nghiệp Công thức 1 của mình cùng với đội ở giai đoạn sau của mùa giải năm 2017.
- Daniil Kvyat rời Toro Rosso và chương trình tay đua Red Bull để gia nhập Ferrari với tư cách là tay đua dự bị.[16]
- Charles Leclerc, đương kim vô địch giải đua xe Công thức 2 2017, bắt đầu sự nghiệp Công thức 1 của anh với Sauber.[17] Trước đó, anh đã tham gia các buổi tập vào thứ Sáu vào các chặng đua của mùa giải năm 2016 và 2017. Anh được Sauber thuê để thay thế Pascal Wehrlein. Do vậy, Wehrlein cuối cùng đã không thể đảm bảo một chỗ đua và thay vào đó, anh đã gia nhập với tư cách là một trong những tay đua thử nghiệm và dự bị của Mercedes trong khi đua toàn thời gian tại giải đua xe Deutsche Tourenwagen Masters.[18]
- Felipe Massa, tay đua của Williams, chính thức kết thúc sự nghiệp Công thức 1 của mình sau khi mùa giải năm 2017 kết thúc. Massa được thay thế bởi cựu tay đua lái thử của Renault và tay đua của SMP Racing Sergey Sirotkin.[19]

### Thay đổi đội đua và nhà cung cấp động cơ

#### Thay đổi đội đua
Sau khi đội đua Force India tuyên bố phá sản vào ngày 27 tháng 7 năm 2018. Vài ngày sau, một nhóm nhà đầu tư do Lawrence Stroll, bố của tay đua Lance Stroll của đội đua Williams, đứng đầu đã tiếp quản phần lớn của đội. Đội này chính thức ra mắt tại giải đua ô tô Công thức 1 Bỉ với tên gọi mới là Racing Point Force India. Vì Racing Point Force India không phải là đội kế thừa trực tiếp của Force India nên Racing Point Force India bị mất bất kỳ khoản tiền thưởng nào mà Force India đã kiếm được trước đó. Tại một cuộc bỏ phiếu giữa các đội đua tham gia Công thức 1, tất cả các đội đã đạt được sự nhất trí cần thiết và điều đó có nghĩa rằng Racing Point Force India được hưởng số tiền thưởng từ Force India. Đổi lại, Force India vẫn phải là một phần của tên gọi mới của Racing Point Force India.

#### Thay đổi nhà cung cấp động cơ
- McLaren đã chấm dứt quan hệ đối tác cung cấp động cơ với Honda do Honda liên tục thất bại trong việc cung cấp một động cơ cạnh tranh và bền bỉ. Thay vào đó, McLaren ký hợp đồng ba năm với Renault để sử dụng động cơ và các bộ phận khác do Renault cung cấp.[24]
- Toro Rosso kết thúc hợp đồng quan hệ đối tác cung cấp động cơ với Renault và cho phép McLaren hoàn tất thỏa thuận với Renault.[25] Thêm vào đó, Toro Rosso đã đi đến thỏa thuận sử dụng động cơ và các bộ phận khác do Honda cung cấp. Red Bull Racing đã cho Renault mượn tay đua Toro Rosso Carlos Sainz Jr. theo một phần của thỏa thuận này.[26]

## Lịch đua
Lịch đua vào mùa giải 2018 bao gồm 21 chặng đua.
| Chặng | Chặng đua                             | Trường đua                                    | Ngày        |
| ----- | ------------------------------------- | --------------------------------------------- | ----------- |
| 1     | Giải đua ô tô Công thức 1 Úc          | Trường đua Albert Park, Melbourne             | 25 tháng 3  |
| 2     | Giải đua ô tô Công thức 1 Bahrain     | Trường đua Bahrain International, Sakhir      | 8 tháng 4   |
| 3     | Giải đua ô tô Công thức 1 Trung Quốc  | Trường đua Shanghai International, Thượng Hải | 15 tháng 4  |
| 4     | Giải đua ô tô Công thức 1 Azerbaijan  | Trường đua Thành phố Baku, Baku               | 29 tháng 4  |
| 5     | Giải đua ô tô Công thức 1 Tây Ban Nha | Trường đua Barcelona-Catalunya, Montmeló      | 13 tháng 5  |
| 6     | Giải đua ô tô Công thức 1 Monaco      | Trường đua Monaco, Monaco                     | 27 tháng 5  |
| 7     | Giải đua ô tô Công thức 1 Canada      | Trường đua Gilles Villeneuve, Montréal        | 10 tháng 6  |
| 8     | Giải đua ô tô Công thức 1 Pháp        | Trường đua Paul Ricard, Le Castellet          | 24 tháng 6  |
| 9     | Giải đua ô tô Công thức 1 Áo          | Trường đua Red Bull Ring, Spielberg           | 1 tháng 7   |
| 10    | Giải đua ô tô Công thức 1 Anh         | Trường đua Silverstone, Silverstone           | 8 tháng 7   |
| 11    | Giải đua ô tô Công thức 1 Đức         | Hockenheimring, Hockenheim                    | 22 tháng 7  |
| 12    | Giải đua ô tô Công thức 1 Hungary     | Trường đua Hungaroring, Mogyoród              | 29 tháng 7  |
| 13    | Giải đua ô tô Công thức 1 Bỉ          | Trường đua Spa-Francorchamps, Stavelot        | 26 tháng 8  |
| 14    | Giải đua ô tô Công thức 1 Ý           | Trường đua Monza, Monza                       | 2 tháng 9   |
| 15    | Giải đua ô tô Công thức 1 Singapore   | Trường đua đường phố Marina Bay, Singapore    | 16 tháng 9  |
| 16    | Giải đua ô tô Công thức 1 Nga         | Trường đua Sochi, Sochi                       | 30 tháng 9  |
| 17    | Giải đua ô tô Công thức 1 Nhật Bản    | Trường đua Suzuka International, Suzuka       | 7 tháng 10  |
| 18    | Giải đua ô tô Công thức 1 Hoa Kỳ      | Trường đua Americas, Austin, Texas            | 21 tháng 10 |
| 19    | Giải đua ô tô Công thức 1 Mexico City | Trường đua Anh em Rodríguez, Thành phố México | 28 tháng 10 |
| 20    | Giải đua ô tô Công thức 1 Brasil      | Trường đua José Carlos Pace, São Paulo        | 11 tháng 10 |
| 21    | Giải đua ô tô Công thức 1 Abu Dhabi   | Trường đua Yas Marina, Abu Dhabi              | 25 tháng 12 |

### Thay đổi lịch đua
Giải đua ô tô Công thức 1 Pháp trở lại Công thức 1 lần đầu tiên kể từ năm 2008. Thêm vào đó, trường đua Paul Ricard, địa điểm tổ chức giải đua ô tô Công thức 1 Pháp 2018, được tổ chức vào năm 1990 trước khi giải đua ô tô Công thức 1 Pháp chuyển sang trường đua Nevers Magny-Cours. Sự kiện này được lên kế hoạch tổ chức vào tháng 6 với giải đua ô tô Công thức 1 Azerbaijan được dời sang tháng 4 để phù hợp với sự thay đổi và tránh xung đột với lễ kỷ niệm 100 năm thành lập Cộng hòa Azerbaijan. Giải đua ô tô Công thức 1 Đức cũng trở lại lịch đua sau một năm vắng bóng và trường đua Hockenheimring là địa điểm tổ chức sự kiện này.
Giải đua ô tô Công thức 1 Malaysia, tồn tại từ năm 1999 đến năm 2017 trong Công thức 1, đã bị dừng. Giải đua ô tô Công thức 1 Nga được dời từ tháng 4 sang tháng 9 để lấp chỗ trống do giải đua ô tô Công thức 1 Malaysia để lại.

## Thay đổi quy định

### Thay đổi quy định thể thao
Sau nhiều sự chỉ trích rộng rãi về hệ thống các án phạt tụt vị trí vào năm 2017 thường xuyên chứng kiến nhiều tay đua bắt đầu các cuộc đua ngoài vị trí đủ điều kiện của họ, FIA đã đưa ra một bộ quy định sửa đổi cho năm 2018. Trong trường hợp tay đua thay đổi một bộ phận của bộ nguồn, tay đua ấy vẫn phải tuân theo hình phạt tụt năm hoặc mười vị trí tùy thuộc vào thành phần bị thay đổi. Tuy nhiên, nếu sau đó một tay đua thay thế một thành phần thứ hai, tay đua đó sẽ bị tụt xuống vị trí xuất phát cuối cùng. Nếu nhiều tay đua bị tụt xuống các vị trí cuối cùng thì vị trí bắt đầu của tay đua đó sẽ được xác định theo thứ tự thay đổi các thành phần dựa trên thay đổi gần đây nhất của từng tay đua.
Đối với mùa giải 2018, FIA đã chỉ định các quy tắc để phát hiện các cú xuất phát sớm thông qua việc sử dụng hệ thống kỹ thuật. Theo các quy định đó, các tay đua sẽ bị phạt nếu họ đặt vị trí chiếc xe đua của họ theo cách mà hệ thống này không thể phát hiện được. Nguyên nhân dẫn đến điều này là do Sebastian Vettel tại giải đua ô tô Công thức 1 Trung Quốc 2017. Tại chặng đua đó, chiếc xe của anh đứng lệch khoảng 1 m so với vị trí xuất phát thực tế của anh. Hành động này khiến hệ thống không phát hiện được cú xuất phát của anh.
Số lượng các thành phần đơn vị năng lượng cho phép mỗi mùa tiếp tục được giảm xuống. Trong mùa giải 2017, mỗi tay đua chỉ được phép sử dụng bốn bản sao của tất cả các thành phần trong suốt một mùa giải. Đối với MGU-K, thiết bị điện tử điều khiển và lưu trữ năng lượng, số lượng cho phép trong mùa giảm xuống còn hai, đối với động cơ đốt trong, bộ tăng áp động cơ và MGU-H là ba. Với sự ra đời của hệ thống halo, thời gian mà tay đua phải thoát khỏi xe của mình trong trường hợp khẩn cấp sẽ được điều chỉnh. Do vậy, mỗi tay đua hiện có bảy giây thay vì năm giây so với trước đây cho đến khi mười hai giây thay vì mười giây trước khi vô lăng được gắn vào trụ lái. Sự thay đổi thời gian này trở nên cần thiết vì hệ thống halo cản trở tay đua ra vào xe đua một cách dễ dàng.
FIA đã đưa ra những hạn chế chặt chẽ hơn đối với giấy phép đua cấp cho những tay đua tham gia các buổi tập miễn phí. Các tay đua ứng cử viên được yêu cầu phải hoàn thành số lượng các chặng đua Công thức 2 tối thiểu hoặc kiếm được 25 điểm trên giấy phép trong khoảng thời gian ba năm. Những thay đổi này được đưa ra để giải quyết những lo ngại về việc những tay đua không thể đáp ứng các tiêu chuẩn cần thiết để cạnh tranh trong Công thức 1 sau khi có quyền sử dụng xe đua Công thức 1.
Lịch trình của các chặng đua cuối tuần đã được thay đổi, với thời gian xuất phát của hầu hết các cuộc đua ở châu Âu được lùi lại một giờ nhằm cố gắng thu hút thêm lượng khán giả trên TV. Tất cả các chặng đua đã được lên kế hoạch bắt đầu lúc 10 phút trước giờ để cho phép các đài truyền hình có cơ hội đưa tin trước cuộc đua, đặc biệt là trong trường hợp chương trình phát sóng cuộc đua của họ bắt đầu vào giờ đó.

## Kết quả
| Stt | Chặng đua                             | Vị trí pole      | Vòng đua nhanh nhất | Tay đua giành chiến thắng | Đội đua giành chiến thắng | Diễn biến chi tiết |
| --- | ------------------------------------- | ---------------- | ------------------- | ------------------------- | ------------------------- | ------------------ |
| 1   | Giải đua ô tô Công thức 1 Úc          | Lewis Hamilton   | Daniel Ricciardo    | Sebastian Vettel          | Ferrari                   | Chi tiết           |
| 2   | Giải đua ô tô Công thức 1 Bahrain     | Sebastian Vettel | Valtteri Bottas     | Sebastian Vettel          | Ferrari                   | Chi tiết           |
| 3   | Giải đua ô tô Công thức 1 Trung Quốc  | Sebastian Vettel | Daniel Ricciardo    | Daniel Ricciardo          | Red Bull Racing-TAG Heuer | Chi tiết           |
| 4   | Giải đua ô tô Công thức 1 Azerbaijan  | Sebastian Vettel | Valtteri Bottas     | Lewis Hamilton            | Mercedes                  | Chi tiết           |
| 5   | Giải đua ô tô Công thức 1 Tây Ban Nha | Lewis Hamilton   | Daniel Ricciardo    | Lewis Hamilton            | Mercedes                  | Chi tiết           |
| 6   | Giải đua ô tô Công thức 1 Monaco      | Daniel Ricciardo | Max Verstappen      | Daniel Ricciardo          | Red Bull Racing-TAG Heuer | Chi tiết           |
| 7   | Giải đua ô tô Công thức 1 Canada      | Sebastian Vettel | Max Verstappen      | Sebastian Vettel          | Ferrari                   | Chi tiết           |
| 8   | Giải đua ô tô Công thức 1 Pháp        | Lewis Hamilton   | Valtteri Bottas     | Lewis Hamilton            | Mercedes                  | Chi tiết           |
| 9   | Giải đua ô tô Công thức 1 Áo          | Valtteri Bottas  | Kimi Räikkönen      | Max Verstappen            | Red Bull Racing-TAG Heuer | Chi tiết           |
| 10  | Giải đua ô tô Công thức 1 Anh         | Lewis Hamilton   | Sebastian Vettel    | Sebastian Vettel          | Ferrari                   | Chi tiết           |
| 11  | Giải đua ô tô Công thức 1 Đức         | Sebastian Vettel | Lewis Hamilton      | Lewis Hamilton            | Mercedes                  | Chi tiết           |
| 12  | Giải đua ô tô Công thức 1 Hungary     | Lewis Hamilton   | Daniel Ricciardo    | Lewis Hamilton            | Mercedes                  | Chi tiết           |
| 13  | Giải đua ô tô Công thức 1 Bỉ          | Lewis Hamilton   | Valtteri Bottas     | Sebastian Vettel          | Ferrari                   | Chi tiết           |
| 14  | Giải đua ô tô Công thức 1 Ý           | Kimi Räikkönen   | Lewis Hamilton      | Lewis Hamilton            | Mercedes                  | Chi tiết           |
| 15  | Giải đua ô tô Công thức 1 Singapore   | Lewis Hamilton   | Kevin Magnussen     | Lewis Hamilton            | Mercedes                  | Chi tiết           |
| 16  | Giải đua ô tô Công thức 1 Nga         | Valtteri Bottas  | Valtteri Bottas     | Lewis Hamilton            | Mercedes                  | Chi tiết           |
| 17  | Giải đua ô tô Công thức 1 Nhật Bản    | Lewis Hamilton   | Sebastian Vettel    | Lewis Hamilton            | Mercedes                  | Chi tiết           |
| 18  | Giải đua ô tô Công thức 1 Hoa Kỳ      | Lewis Hamilton   | Lewis Hamilton      | Kimi Räikkönen            | Ferrari                   | Chi tiết           |
| 19  | Giải đua ô tô Công thức 1 Mexico City | Daniel Ricciardo | Valtteri Bottas     | Max Verstappen            | Red Bull Racing-TAG Heuer | Chi tiết           |
| 20  | Giải đua ô tô Công thức 1 Brasil      | Lewis Hamilton   | Valtteri Bottas     | Lewis Hamilton            | Mercedes                  | Chi tiết           |
| 21  | Giải đua ô tô Công thức 1 Abu Dhabi   | Lewis Hamilton   | Sebastian Vettel    | Lewis Hamilton            | Mercedes                  | Chi tiết           |

## Bảng xếp hạng

### Hệ thống ghi điểm
Điểm được trao cho các tay đua về đích ở vị trí top 10 được phân loại trong mọi cuộc đua và được sử dụng như sau:
| Vị trí  | 1  | 2  | 3  | 4  | 5  | 6 | 7 | 8 | 9 | 10 |
| Số điểm | 25 | 18 | 15 | 12 | 10 | 8 | 6 | 4 | 2 | 1  |

### Bảng xếp hạng các tay đua
| Vị trí | Tay đua           | AUS | BHR | CHN | AZE | ESP | MON | CAN | FRA | AUT  | GBR | GER  | HUN | BEL | ITA | SIN | RUS | JPN | USA | MEX  | BRA | ABU | Số điểm |
| ------ | ----------------- | --- | --- | --- | --- | --- | --- | --- | --- | ---- | --- | ---- | --- | --- | --- | --- | --- | --- | --- | ---- | --- | --- | ------- |
| 1      | Lewis Hamilton    | 2P  | 3   | 4   | 1   | 1P  | 3   | 5   | 1P  | Ret  | 2P  | 1F   | 1P  | 2P  | 1F  | 1P  | 1   | 1P  | 3PF | 4    | 1P  | 1P  | 408     |
| 2      | Sebastian Vettel  | 1   | 1P  | 8P  | 4P  | 4   | 2   | 1P  | 5   | 3    | 1F  | RetP | 2   | 1   | 4   | 3   | 3   | 6F  | 4   | 2    | 6   | 2F  | 320     |
| 3      | Kimi Räikkönen    | 3   | Ret | 3   | 2   | Ret | 4   | 6   | 3   | 2F   | 3   | 3    | 3   | Ret | 2P  | 5   | 4   | 5   | 1   | 3    | 3   | Ret | 251     |
| 4      | Max Verstappen    | 6   | Ret | 5   | Ret | 3   | 9F  | 3F  | 2   | 1    | 15  | 4    | Ret | 3   | 5   | 2   | 5   | 3   | 2   | 1    | 2   | 3   | 249     |
| 5      | Valtteri Bottas   | 8   | 2F  | 2   | 14F | 2   | 5   | 2   | 7F  | RetP | 4   | 2    | 5   | 4F  | 3   | 4   | 2PF | 2   | 5   | 5F   | 5F  | 5   | 247     |
| 6      | Daniel Ricciardo  | 4F  | Ret | 1F  | Ret | 5F  | 1P  | 4   | 4   | Ret  | 5   | Ret  | 4F  | Ret | Ret | 6   | 6   | 4   | Ret | RetP | 4   | 4   | 170     |
| 7      | Nico Hülkenberg   | 7   | 6   | 6   | Ret | Ret | 8   | 7   | 9   | Ret  | 6   | 5    | 12  | Ret | 13  | 10  | 12  | Ret | 6   | 6    | Ret | Ret | 69      |
| 8      | Sergio Pérez      | 11  | 16  | 12  | 3   | 9   | 12  | 14  | Ret | 7    | 10  | 7    | 14  | 5   | 7   | 16  | 10  | 7   | 8   | Ret  | 10  | 8   | 62      |
| 9      | Kevin Magnussen   | Ret | 5   | 10  | 13  | 6   | 13  | 13  | 6   | 5    | 9   | 11   | 7   | 8   | 16  | 18F | 8   | Ret | DSQ | 15   | 9   | 10  | 56      |
| 10     | Carlos Sainz Jr.  | 10  | 11  | 9   | 5   | 7   | 10  | 8   | 8   | 12   | Ret | 12   | 9   | 11  | 8   | 8   | 17  | 10  | 7   | Ret  | 12  | 6   | 53      |
| 11     | Fernando Alonso   | 5   | 7   | 7   | 7   | 8   | Ret | Ret | 16  | 8    | 8   | 16   | 8   | Ret | Ret | 7   | 14  | 14  | Ret | Ret  | 17  | 11  | 50      |
| 12     | Esteban Ocon      | 12  | 10  | 11  | Ret | Ret | 6   | 9   | Ret | 6    | 7   | 8    | 13  | 6   | 6   | Ret | 9   | 9   | DSQ | 11   | 14  | Ret | 49      |
| 13     | Charles Leclerc   | 13  | 12  | 19  | 6   | 10  | 18  | 10  | 10  | 9    | Ret | 15   | Ret | Ret | 11  | 9   | 7   | Ret | Ret | 7    | 7   | 7   | 39      |
| 14     | Romain Grosjean   | Ret | 13  | 17  | Ret | Ret | 15  | 12  | 11  | 4    | Ret | 6    | 10  | 7   | DSQ | 15  | 11  | 8   | Ret | 16   | 8   | 9   | 37      |
| 15     | Pierre Gasly      | Ret | 4   | 18  | 12  | Ret | 7   | 11  | Ret | 11   | 13  | 14   | 6   | 9   | 14  | 13  | Ret | 11  | 12  | 10   | 13  | Ret | 29      |
| 16     | Stoffel Vandoorne | 9   | 8   | 13  | 9   | Ret | 14  | 16  | 12  | 15   | 11  | 13   | Ret | 15  | 12  | 12  | 16  | 15  | 11  | 8    | 15  | 14  | 12      |
| 17     | Marcus Ericsson   | Ret | 9   | 16  | 11  | 13  | 11  | 15  | 13  | 10   | Ret | 9    | 15  | 10  | 15  | 11  | 13  | 12  | 10  | 9    | Ret | Ret | 9       |
| 18     | Lance Stroll      | 14  | 14  | 14  | 8   | 11  | 17  | Ret | 17  | 14   | 12  | Ret  | 17  | 13  | 9   | 14  | 15  | 17  | 14  | 12   | 18  | 13  | 6       |
| 19     | Brendon Hartley   | 15  | 17  | 20  | 10  | 12  | 19  | Ret | 14  | Ret  | Ret | 10   | 11  | 14  | Ret | 17  | Ret | 13  | 9   | 14   | 11  | 12  | 4       |
| 20     | Sergey Sirotkin   | Ret | 15  | 15  | Ret | 14  | 16  | 17  | 15  | 13   | 14  | Ret  | 16  | 12  | 10  | 19  | 18  | 16  | 13  | 13   | 16  | 15  | 1       |

Chú thích:
- – Tay đua không hoàn thành cuộc đua nhưng được xếp hạng do đã hoàn thành hơn 90% của cuộc đua.

### Bảng xếp hạng các đội đua
| Vị trí | Đội đua                   | Số xe | AUS | BHR | CHN | AZE | ESP | MON | CAN | FRA | AUT  | GBR | GER  | HUN | BEL | ITA | SIN | RUS | JPN | USA | MEX  | BRA | ABU | Số điểm |
| ------ | ------------------------- | ----- | --- | --- | --- | --- | --- | --- | --- | --- | ---- | --- | ---- | --- | --- | --- | --- | --- | --- | --- | ---- | --- | --- | ------- |
| 01     | Mercedes                  | 44    | 2P  | 3   | 4   | 1   | 1P  | 3   | 5   | 1P  | Ret  | 2P  | 1F   | 1P  | 2P  | 1F  | 1P  | 1   | 1P  | 3PF | 4    | 1P  | 1P  | 655     |
| 01     | Mercedes                  | 77    | 8   | 2F  | 2   | 14F | 2   | 5   | 2   | 7F  | RetP | 4   | 2    | 5   | 4F  | 3   | 4   | 2PF | 2   | 5   | 5F   | 5F  | 5   | 655     |
| 02     | Ferrari                   | 5     | 1   | 1   | 8   | 4   | 4   | 2   | 1   | 5   | 3    | 1   | RetP | 2   | 1   | 4   | 3   | 3   | 6   | 4   | 2    | 6   | 2   | 571     |
| 02     | Ferrari                   | 7     | 3   | Ret | 3   | 2   | Ret | 4   | 6   | 3   | 2F   | 3   | 3    | 3   | Ret | 2P  | 5   | 4   | 5   | 1   | 3    | 3   | Ret | 571     |
| 03     | Red Bull Racing-TAG Heuer | 3     | 4F  | Ret | 1F  | Ret | 5F  | 1P  | 4   | 4   | Ret  | 5   | Ret  | 4F  | Ret | Ret | 6   | 6   | 4   | Ret | RetP | 4   | 4   | 419     |
| 03     | Red Bull Racing-TAG Heuer | 33    | 6   | Ret | 5   | Ret | 3   | 9F  | 3F  | 2   | 1    | 15  | 4    | Ret | 3   | 5   | 2   | 5   | 3   | 2   | 1    | 2   | 3   | 419     |
| 04     | Renault                   | 27    | 7   | 6   | 6   | Ret | Ret | 8   | 7   | 9   | Ret  | 6   | 5    | 12  | Ret | 13  | 10  | 12  | Ret | 6   | 6    | Ret | Ret | 122     |
| 04     | Renault                   | 55    | 10  | 11  | 9   | 5   | 7   | 10  | 8   | 8   | 12   | Ret | 12   | 9   | 11  | 8   | 8   | 17  | 10  | 7   | Ret  | 12  | 6   | 122     |
| 05     | Haas-Ferrari              | 8     | Ret | 13  | 17  | Ret | Ret | 15  | 12  | 11  | 4    | Ret | 6    | 10  | 7   | DSQ | 15  | 11  | 8   | Ret | 16   | 8   | 9   | 93      |
| 05     | Haas-Ferrari              | 20    | Ret | 5   | 10  | 13  | 6   | 13  | 13  | 6   | 5    | 9   | 11   | 7   | 8   | 16  | 18F | 8   | Ret | DSQ | 15   | 9   | 10  | 93      |
| 06     | McLaren-Mercedes          | 2     | 9   | 8   | 13  | 9   | Ret | 14  | 16  | 12  | 15   | 11  | 13   | Ret | 15  | 12  | 12  | 16  | 15  | 11  | 8    | 15  | 14  | 62      |
| 06     | McLaren-Mercedes          | 14    | 5   | 7   | 7   | 7   | 8   | Ret | Ret | 16  | 8    | 8   | 16   | 8   | Ret | Ret | 7   | 14  | 14  | Ret | Ret  | 17  | 11  | 62      |
| 07     | Force India-Mercedes      | 11    |     |     |     |     |     |     |     |     |      |     |      |     | 5   | 7   | 16  | 10  | 7   | 8   | Ret  | 10  | 8   | 52      |
| 07     | Force India-Mercedes      | 31    |     |     |     |     |     |     |     |     |      |     |      |     | 6   | 6   | Ret | 9   | 9   | DSQ | 11   | 15  | Ret | 52      |
| 08     | Sauber-Ferrari            | 11    | Ret | 9   | 16  | 11  | 13  | 11  | 15  | 13  | 10   | Ret | 9    | 15  | 10  | 15  | 11  | 13  | 12  | 10  | 9    | Ret | Ret | 48      |
| 08     | Sauber-Ferrari            | 31    | 13  | 12  | 19  | 6   | 10  | 18  | 10  | 10  | 9    | Ret | 15   | Ret | Ret | 11  | 9   | 7   | Ret | Ret | 7    | 7   | 7   | 48      |
| 09     | Scuderia Toro Rosso-Honda | 11    | Ret | 4   | 18  | 12  | Ret | 7   | 11  | Ret | 11   | 13  | 14   | 6   | 9   | 14  | 13  | Ret | 11  | 12  | 10   | 13  | Ret | 33      |
| 09     | Scuderia Toro Rosso-Honda | 31    | 15  | 17  | 20  | 10  | 12  | 19  | Ret | 14  | Ret  | Ret | 10   | 11  | 14  | Ret | 17  | Ret | 13  | 9   | 14   | 11  | 12  | 33      |
| 10     | Williams-Mercedes         | 11    | 14  | 14  | 14  | 8   | 11  | 17  | Ret | 17  | 14   | 12  | Ret  | 17  | 13  | 9   | 14  | 15  | 17  | 14  | 12   | 18  | 13  | 7       |
| 10     | Williams-Mercedes         | 31    | Ret | 15  | 15  | Ret | 14  | 16  | 17  | 15  | 14   | 14  | Ret  | 16  | 12  | 10  | 19  | 18  | 16  | 13  | 13   | 17  | 15  | 7       |
| EX     | Force India-Mercedes      | 11    | 16  | 12  | 3   | 9   | 12  | 14  | Ret | 7   | 10   | 7   | 14   | 14  |     |     |     |     |     |     |      |     |     | 0 (59)  |
| EX     | Force India-Mercedes      | 31    | 10  | 11  | Ret | Ret | 6   | 9   | Ret | 6   | 7    | 8   | 13   | 13  |     |     |     |     |     |     |      |     |     | 0 (59)  |

Chú thích mở rộng cho các bảng trên:
| Chú thích                | Chú thích                                |
| Màu                      | Ý nghĩa                                  |
| ------------------------ | ---------------------------------------- |
| Vàng                     | Chiến thắng                              |
| Bạc                      | Hạng 2                                   |
| Đồng                     | Hạng 3                                   |
| Xanh lá                  | Các vị trí ghi điểm khác                 |
| Xanh dương               | Được xếp hạng                            |
| Xanh dương               | Không xếp hạng, có hoàn thành (NC)       |
| Tím                      | Không xếp hạng, bỏ cuộc (Ret)            |
| Đỏ                       | Không phân hạng (DNQ)                    |
| Đen                      | Bị loại khỏi kết quả (DSQ)               |
| Trắng                    | Không xuất phát (DNS)                    |
| Trắng                    | Chặng đua bị hủy (C)                     |
|                          | Không đua thử (DNP)                      |
| Loại trừ (EX)            |                                          |
| Không đến (DNA)          |                                          |
| Rút lui (WD)             |                                          |
| Không tham gia (ô trống) |                                          |
| Ghi chú                  | Ý nghĩa                                  |
| P                        | Giành vị trí pole                        |
| Số mũ cao                | Vị trí giành điểm tại chặng đua nước rút |
| F                        | Vòng đua nhanh nhất                      |